# Championnat du Turkménistan de football 2019
Navigation
Saison 2018 Saison 2020
La saison 2019 du Championnat du Turkménistan de football est la vingt-septième édition de la première division au Turkménistan. La compétition rassemble les huit meilleurs clubs du pays qui sont regroupés au sein d'une poule unique et s'affrontent quatre fois, deux à domicile et deux à l'extérieur. 
Le FK Altyn Asyr remporte pour la sixième fois de suite le championnat.

## Les clubs participants
- FK Altyn Asyr
- Nebitçi FT
- Merw Mary
- Şagadam Türkmenbaşy
- FK Ahal Änew
- Köpetdag Achgabat
- FK Achgabat
- Energetik Mary

## Compétition
Le barème de points servant à établir le classement se décompose ainsi :
- Victoire : 3 points
- Match nul : 1 point
- Défaite : 0 point

### Classement
| Rang | Équipe              | Pts | J  | G  | N | P  | Bp | Bc | Diff |
| ---- | ------------------- | --- | -- | -- | - | -- | -- | -- | ---- |
| 1    | FK Altyn Asyr T C   | 63  | 28 | 19 | 6 | 3  | 67 | 25 | +42  |
| 2    | FK Ahal Änew        | 54  | 28 | 18 | 9 | 4  | 44 | 17 | +27  |
| 3    | Şagadam Türkmenbaşy | 52  | 28 | 15 | 7 | 6  | 41 | 25 | +16  |
| 4    | Köpetdag Achgabat   | 39  | 28 | 11 | 6 | 11 | 33 | 37 | -4   |
| 5    | Energetik Mary      | 32  | 28 | 8  | 8 | 12 | 28 | 48 | -20  |
| 6    | FK Achgabat         | 31  | 28 | 8  | 7 | 13 | 29 | 44 | -15  |
| 7    | Nebitçi FT          | 27  | 28 | 7  | 6 | 15 | 26 | 43 | -17  |
| 8    | Merw Mary           | 11  | 28 | 2  | 5 | 21 | 23 | 52 | -29  |

|  | Qualification pour les phases de groupe de la Coupe de l'AFC 2020    |
|  | Qualification pour le 2e tour préliminaire de la Coupe de l'AFC 2020 |
|  | T : Tenant du titre C : Vainqueur de la Coupe du Turkménistan        |

## Bilan de la saison
| Championnat du Turkménistan de football 2019 |                          |
| Champion                                     | FK Altyn Asyr (6e titre) |
| Coupes et trophées                           |                          |
| Vainqueur de la Coupe du Turkménistan 2019   | FK Altyn Asyr            |
| Qualifications continentales                 |                          |
| Coupe de l'AFC 2020                          | FK Altyn Asyr            |
| Coupe de l'AFC 2020                          | FK Ahal Änew             |
| Promotions et relégations                    |                          |
| Promus en Yokary Liga                        | Aucun                    |
| Relégués en Birinji Ligasy                   | Aucun                    |